# Cupola (Station spatiale internationale)
Pour les articles homonymes, voir Coupole (homonymie).

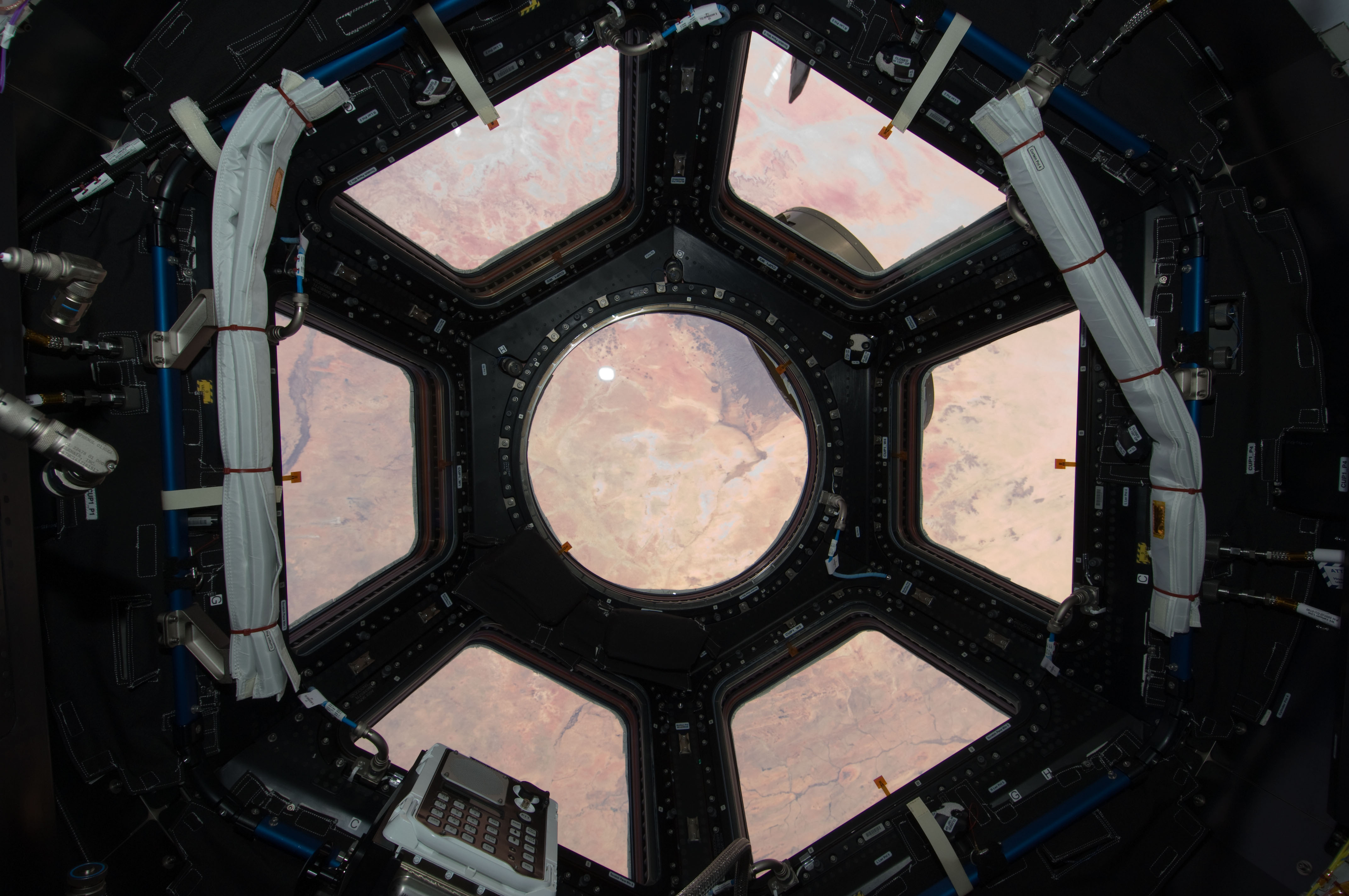
Le Sahara photographié à travers la coupole (Soudan).

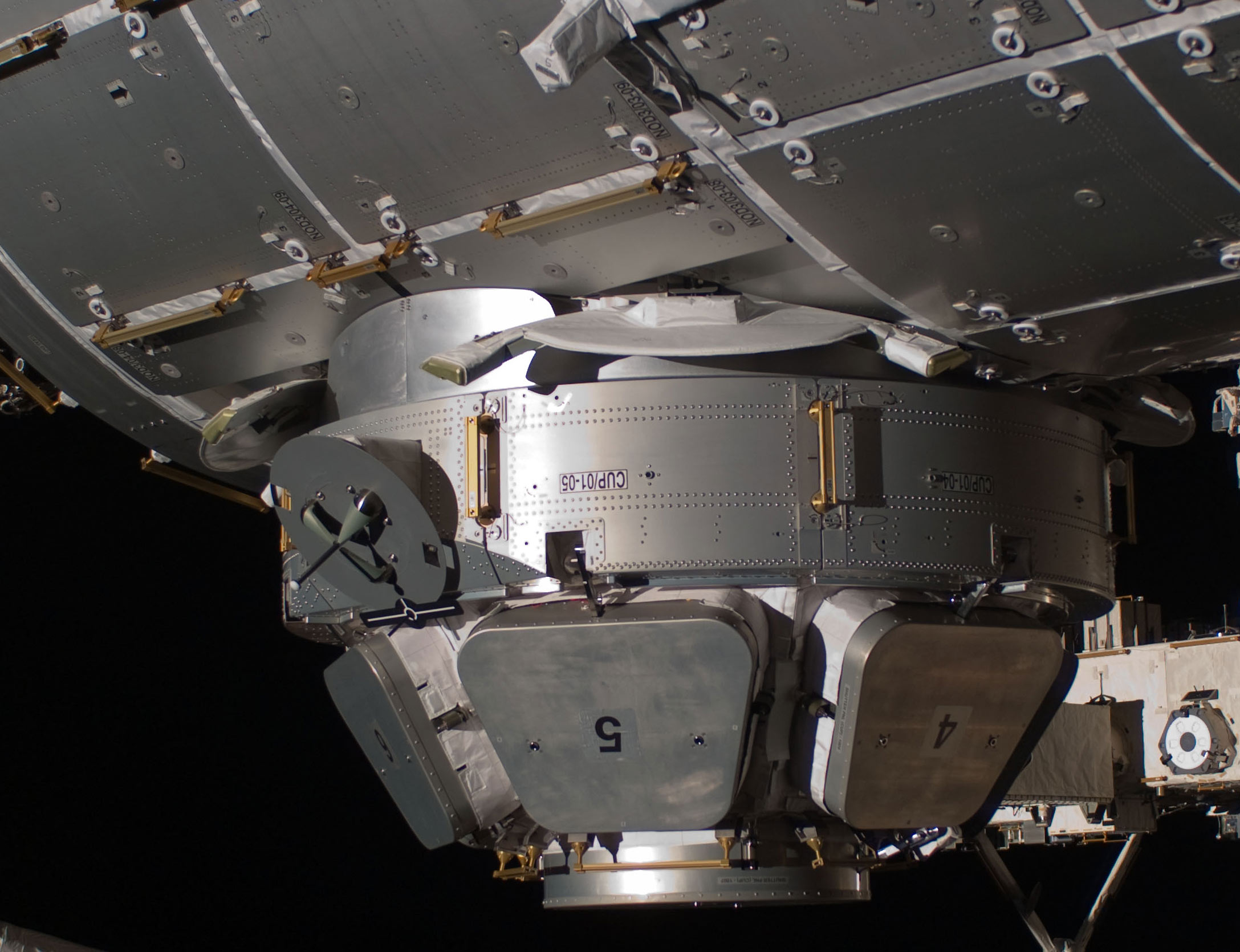
Vue extérieure de la coupole avec les volets en position fermée.

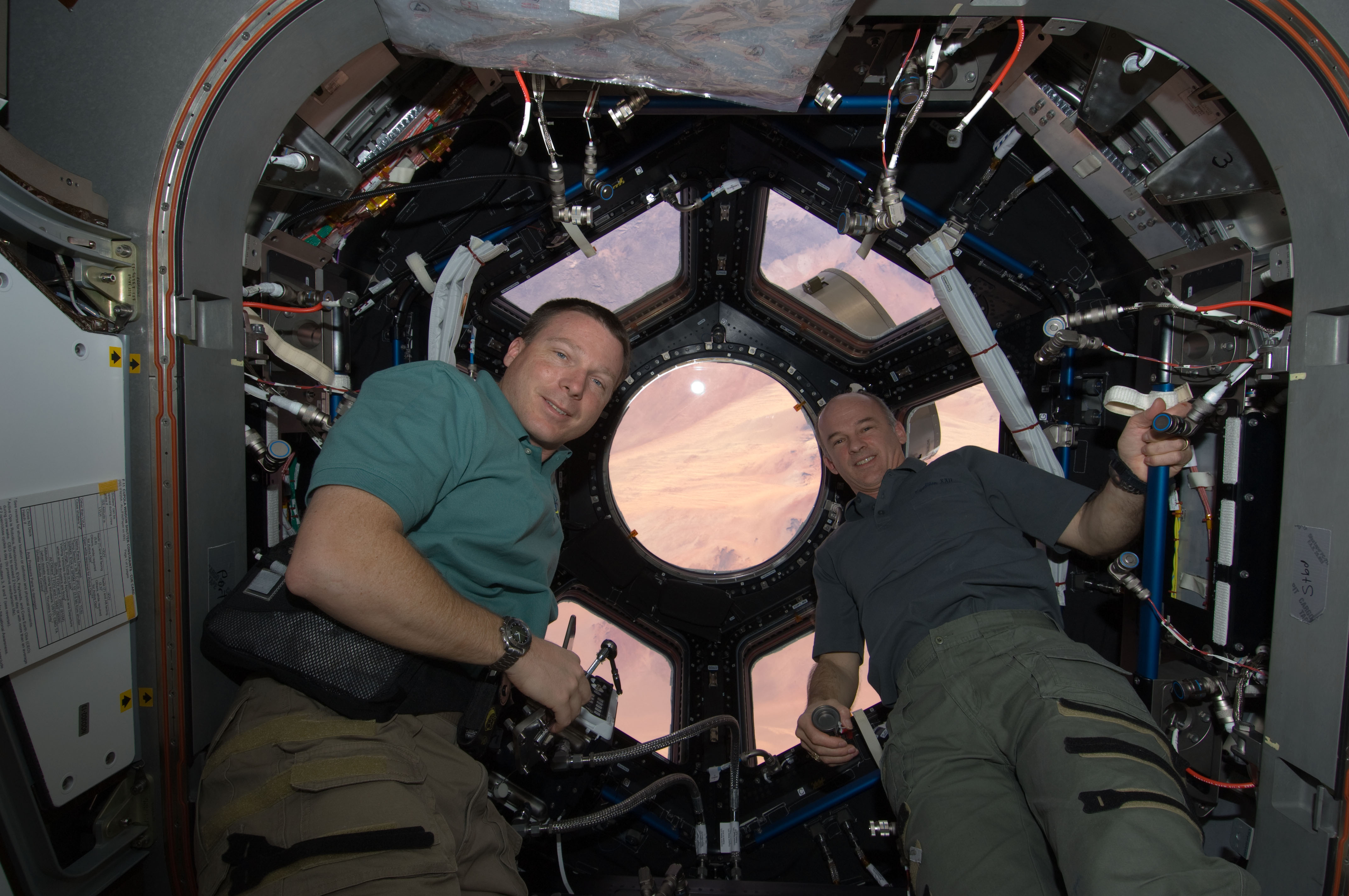
Vue de l'aménagement intérieur de la coupole panoramique.

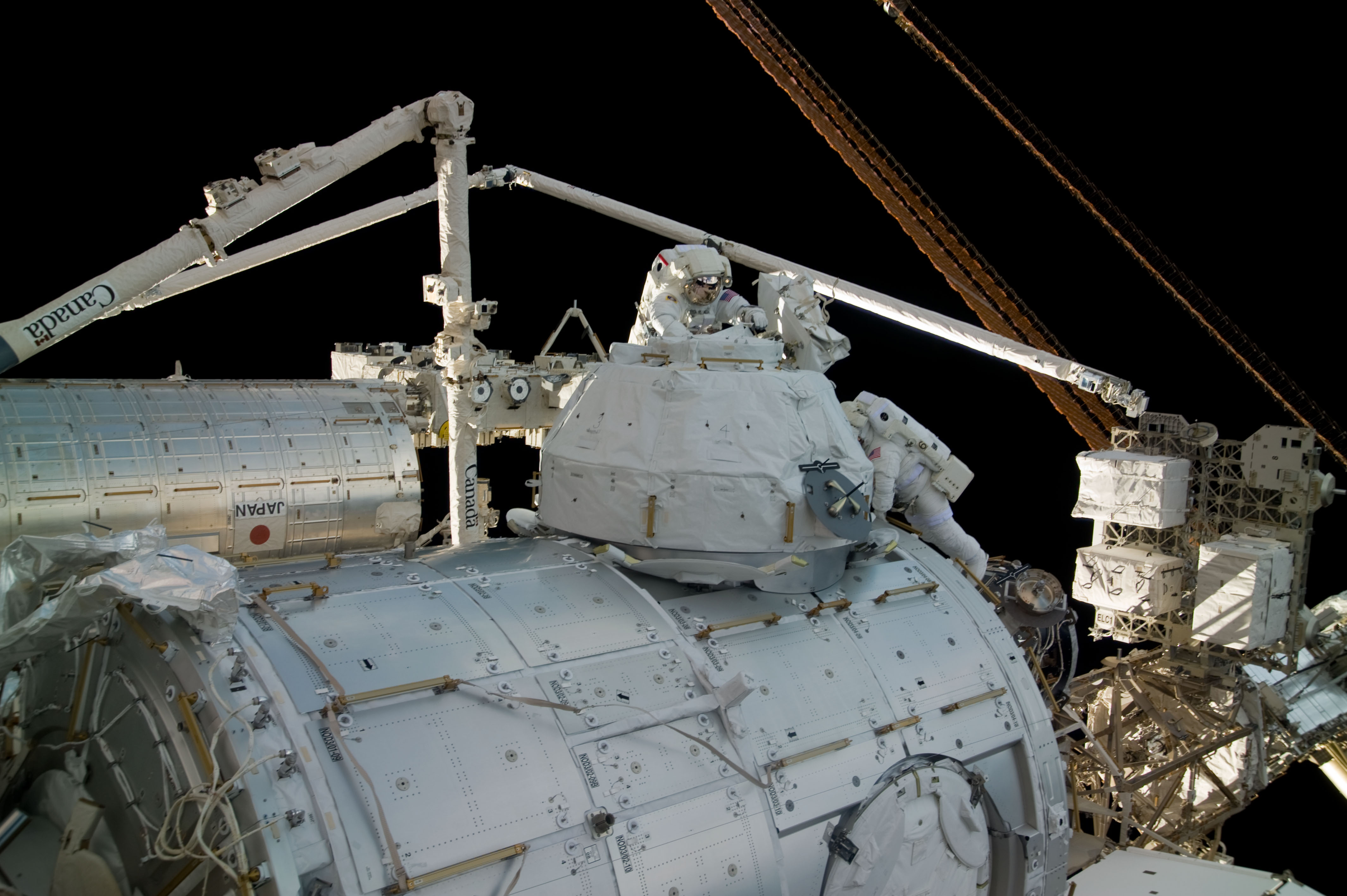
Installation de la coupole panoramique sur le module Tranquility par l'équipage de la mission STS-130.

La Cupola est une coupole d'observation panoramique de la Station spatiale internationale (ISS), construite principalement par la société Alenia Space au titre de la participation de l'Italie au programme spatial européen. Elle offre aux astronautes une vue panoramique permettant à un opérateur de télécommander le bras robotique Canadarm 2 durant les opérations d'entretien et d'assemblage. Elle est également utilisée pour les opérations d'arrimage des vaisseaux spatiaux. Placée sur le côté de la station spatiale faisant face au sol terrestre, elle fournit un poste d'observation visuel exceptionnel sur la Terre. La Cupola est une extension du module Tranquility qui est assemblé à la Station spatiale au cours de la même mission de la navette spatiale américaine STS-130.

## Financement
L'Agence spatiale européenne finance la construction de la Cupola pour le compte de la NASA , dans le cadre d'un accord de troc et en échange du transport jusqu'à la Station spatiale par la navette de cinq expériences scientifiques qui doivent être installées à l'extérieur de la Station.

## Spécifications
Conçue et construite principalement par la firme italienne Alenia (devenue Thales Alenia Space), la Cupola mesure environ 2 mètres de diamètre, 1,5 mètre de hauteur et pèse 1,8 tonne. La structure est en aluminium. La Cupola a la forme d'un dôme doté de six hublots sur les côtés et d'une fenêtre centrale zénithale procurant une vision panoramique sur 180°.
Chacun des hublots est fait de plusieurs lamelles de verre de qualité optique qui permettent de résister aux impacts des micrométéorites et qui peuvent être remplacées. Chaque hublot est équipé d'un volet de protection qui peut être fermé manuellement. La Cupola comporte un système de régulation thermique passif (revêtement extérieur) et actif (circuit d'eau connecté au système de régulation thermique du module Tranquility). La Cupola est également dotée de bus d'interface 1553, d'interfaces vidéo et audio, ainsi que des connexions requises pour l'installation d'une des deux stations de contrôle du bras robotique Canadarm 2.

## Mise en place
La coupole est lancée le 8 février 2010 lors de la mission STS-130 de la navette spatiale américaine. Pour des raisons d'encombrement elle est attachée durant son transport provisoirement au port situé à l'extrémité du module Tranquility. Durant la troisième sortie extravéhiculaire de l'équipage de la navette, la Cupola est déplacée pour être installée sur un des ports latéraux (de type Common Berthing Mechanism) du module.

### Dimensions
- Hauteur : 1,5 mètre.
- Diamètre maximum : 2,95 mètres.
- Masse (en orbite) : 1 880 kilogrammes.

## Galerie

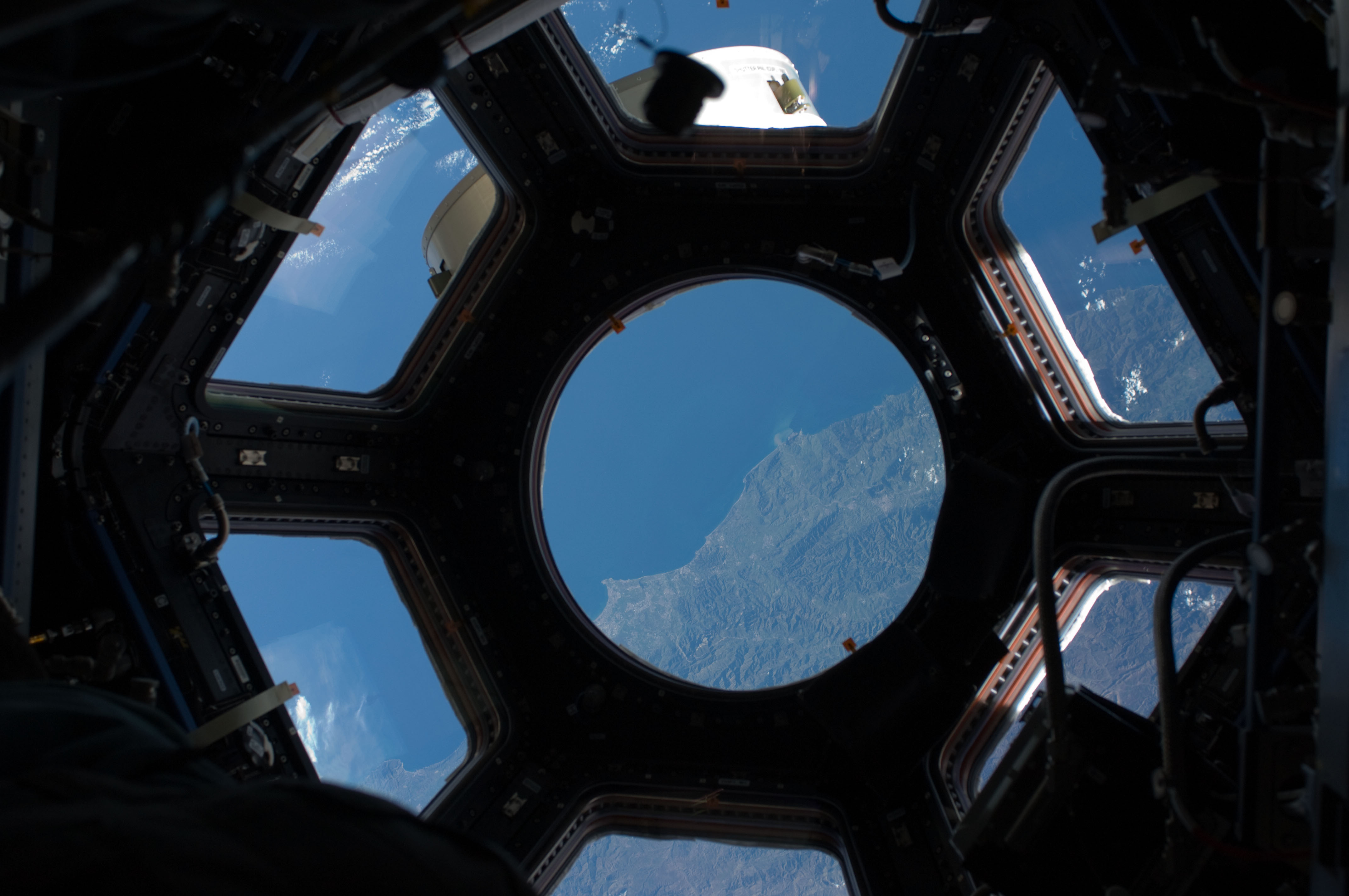
Vue de la côte algérienne.
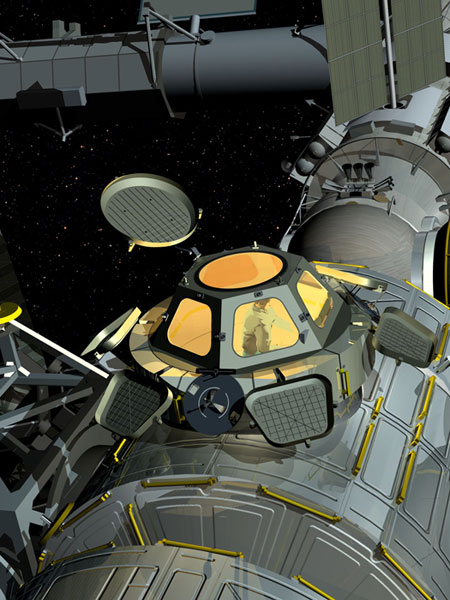
La Cupola installée (dessin d'artiste).
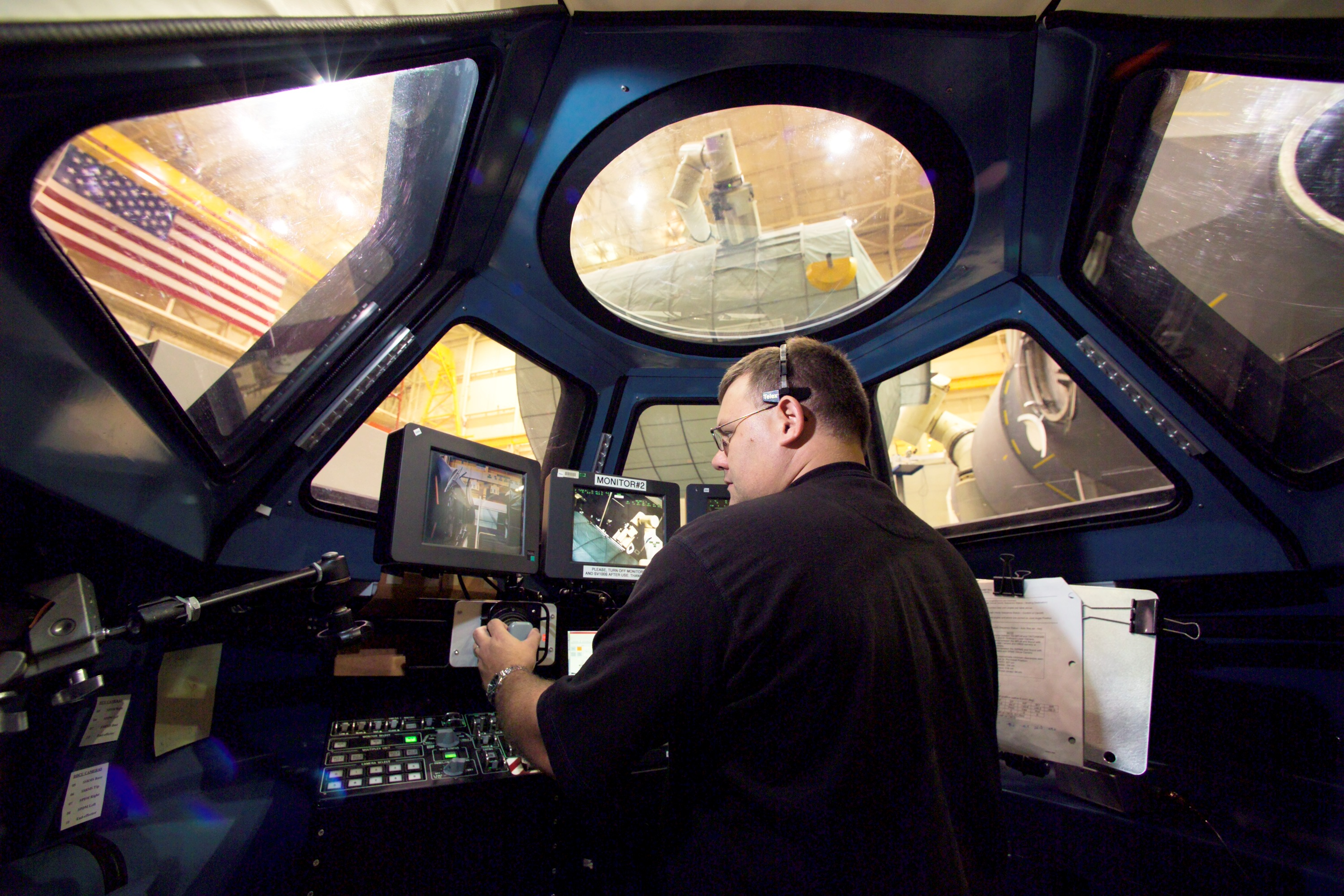
Simulateur de la station de contrôle de Canadarm 2 telle qu'elle est installée en orbite dans la Cupola.
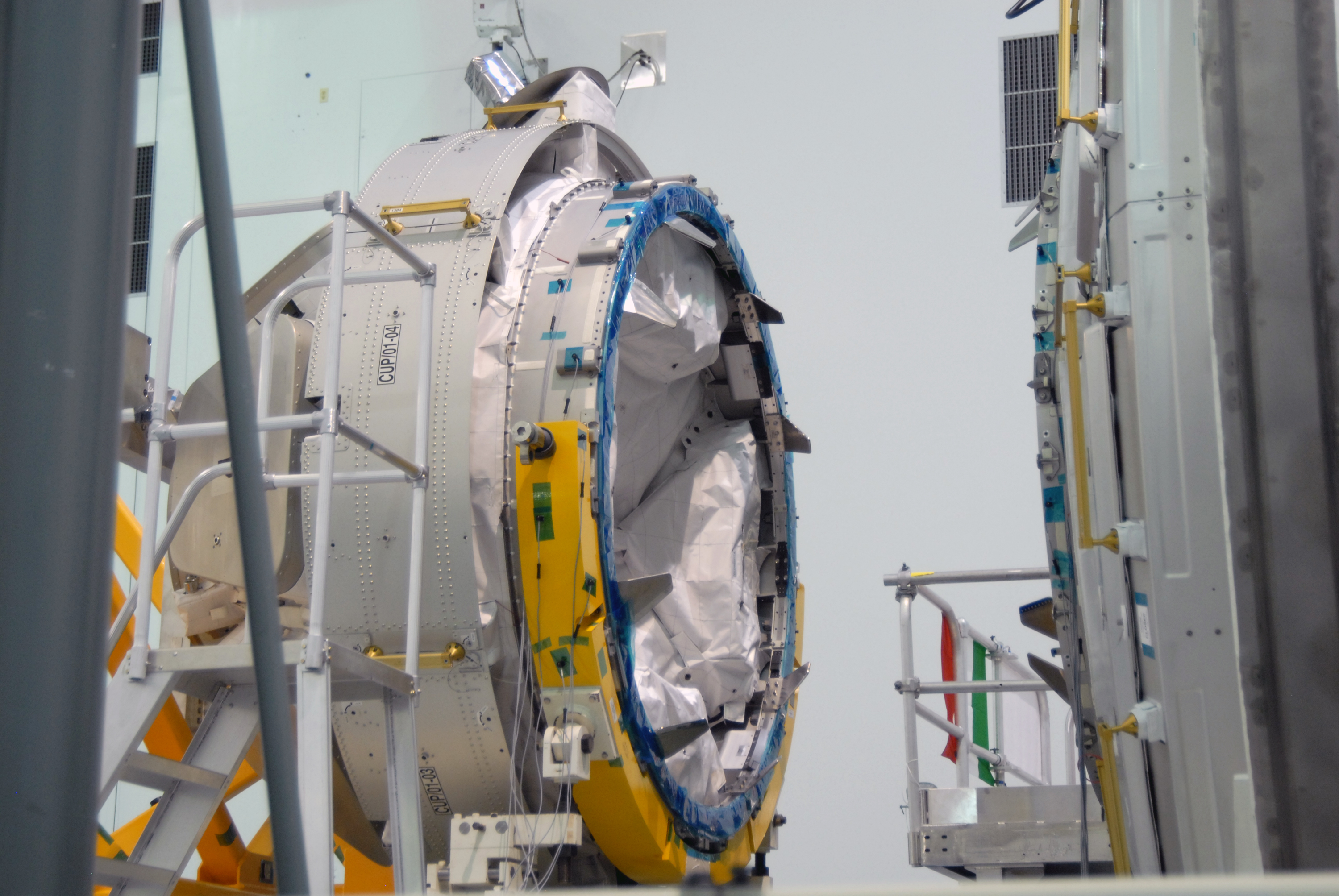
L'assemblage de la Cupola avec Tranquility.
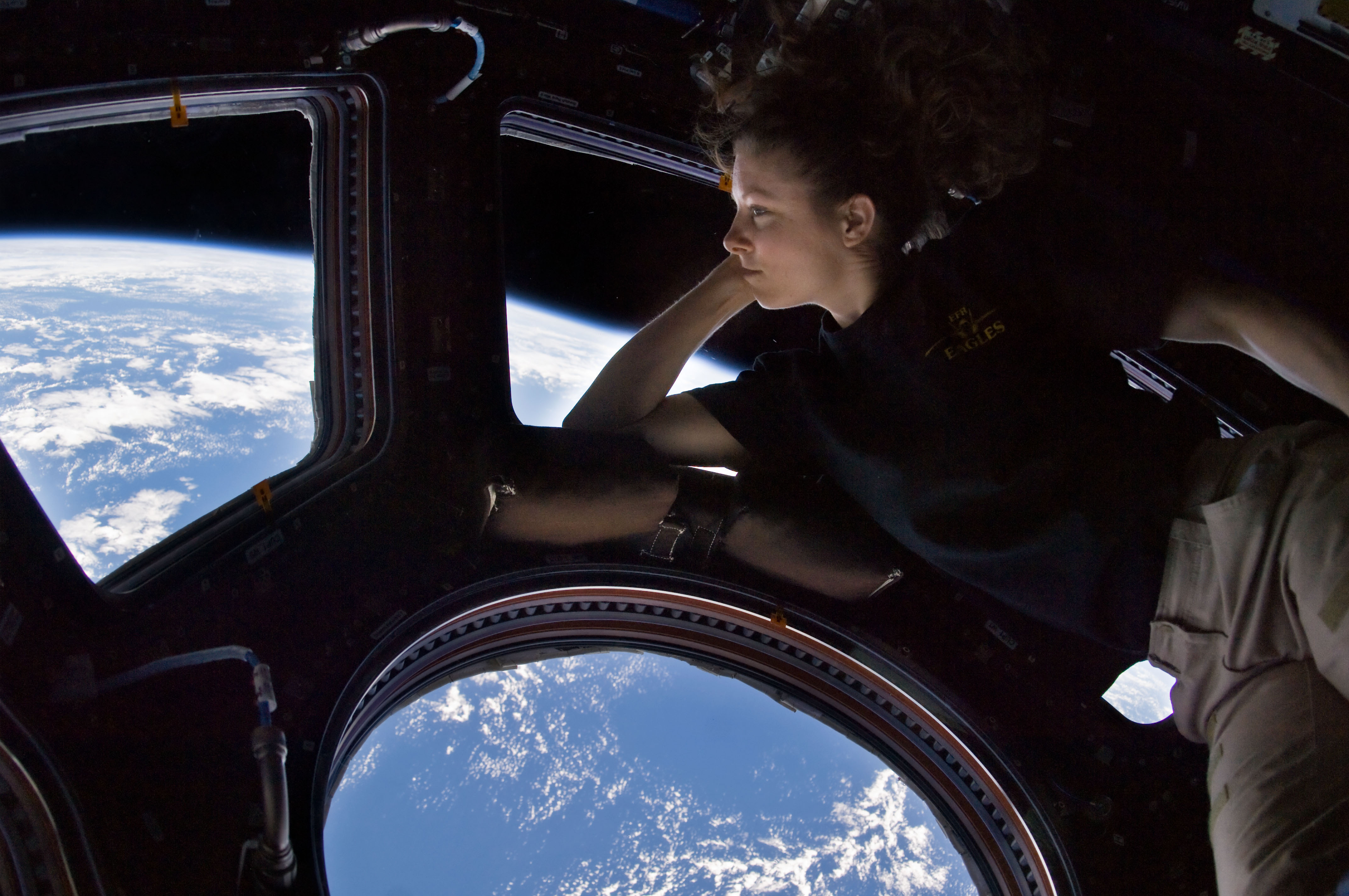
L'astronaute Tracy Caldwell.
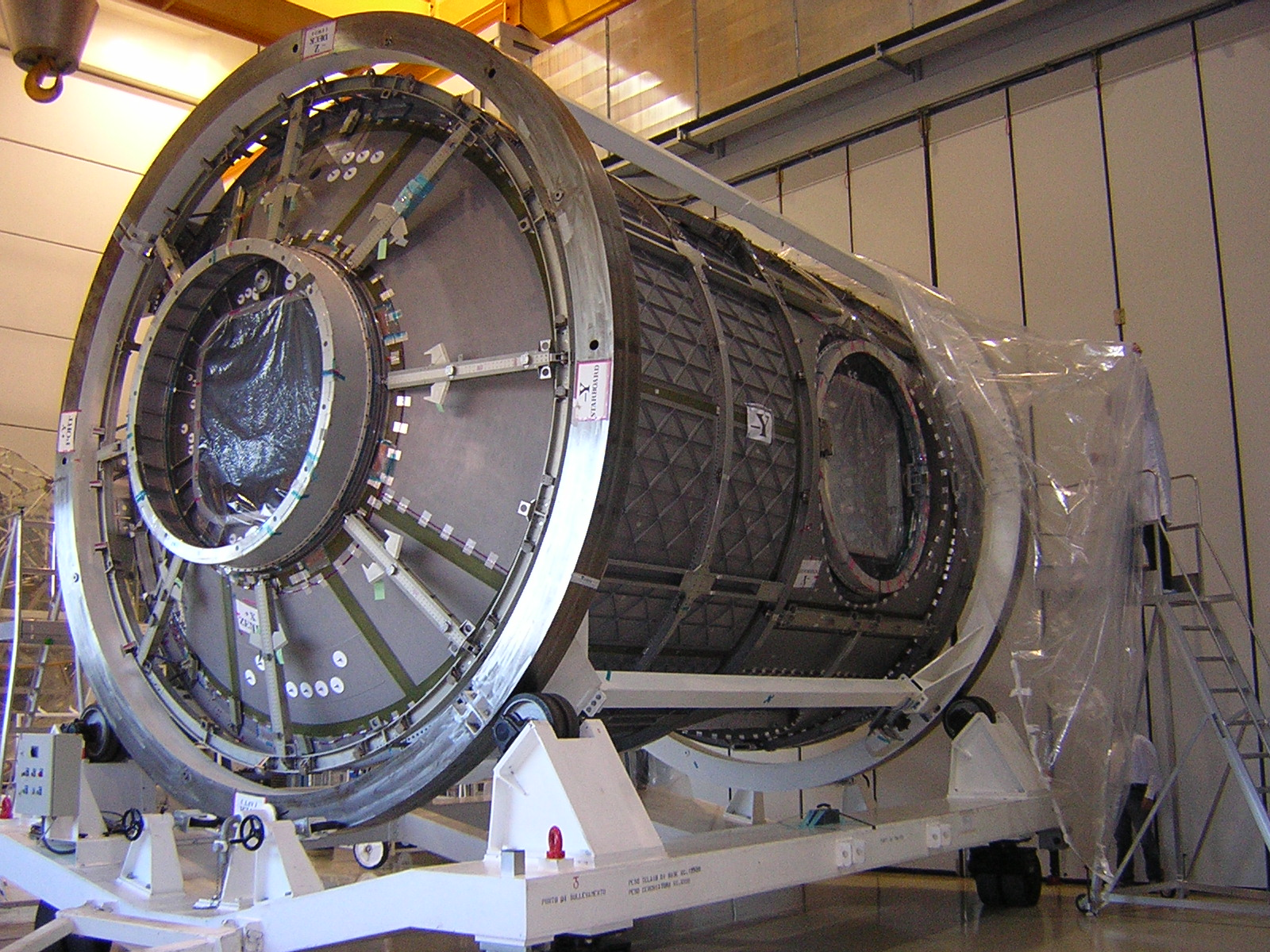
Le module Tranquility : la Cupola est installée à l'extrémité du module pour son transport mais doit être déplacée sur le  port latéral (visible) au cours d'une sortie extravéhiculaire.